# Vernonia didessana
Vernonia didessana là một loài thực vật có hoa trong họ Cúc. Loài này được Mesfin miêu tả khoa học đầu tiên năm 1997.